# رجم الهري

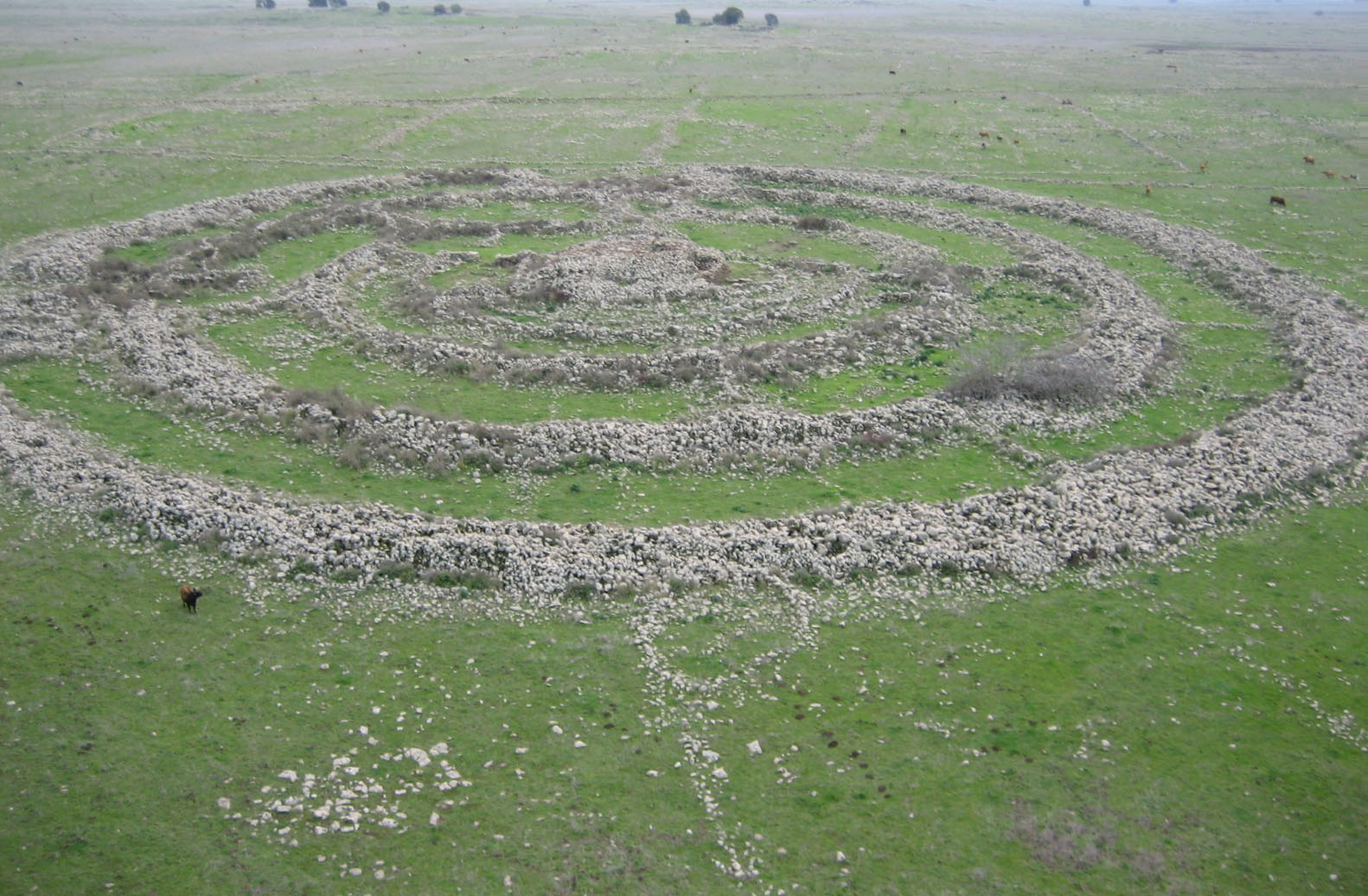
رجم الهري من الأعلى

موقع رجم الهري موقع فلكي في الجولان السوري وضعه العلماء إلى جانب ستونهينغ وحضارات المايا والأزتك وأهرامات مصر.
يستدعي موقع «رجم الهري» في الجولان السوري المحتل المزيد من الأسئلة حول علم الفلك القديم، وعلاقته بالصروح البشرية الكبرى، التي ما تزال طرق بنائها وتوضعها على الأرض تثير المزيد من الأسئلة.
وفي هذا السياق درس البروفيسور أنتوني أفيني من جامعة كولغيت الأمريكية موقع رجم الهري، وعده أحد أهم المواقع في العالم لدراسة طريقة فهم أسلافنا لعلم الفلك في عصور ما قبل التاريخ الشائع.
وقد خصص البروفيسور أفيني في كتابه (People and the Sky: Our Ancestors and the Cosmos) الناس والسماء أو أسلافنا والكون، الصادر عام 2008 فصلاً لدراسة رجم الهري على قدم المساواة مع موقع ستون هينغ (Stonehenge)البريطاني الشهير، وحضارات المايا والأزتك القديمة، والأهرامات المصرية.
ويعد البروفيسور أفيني واحداً من مؤسسي هذا العلم وأحد أكبر الخبراء الذين درسوا حضارات المايا الأزتك في أواسط أمريكا، وقد كرس سنوات لدراسة موقع رجم الهري وتوصل إلى نتائج مفاجئة حول علاقة هذا الصرح العملاق بالنجوم.
ويسمى هذا العلم الذي يتناول هذه المواقع ومظاهرها الفلكية (archaeoastronomy) وهو علم حديث نسبياً يدرس علاقة الإنسان بالسماء والنجوم في الحضارات القديمة، حيث تبين أن الكثير من الصروح الغامضة غير الموقعة بنقوش أو كتابات في العالم القديم، تتضمن معطيات فلكية حسابية دقيقة تتعلق بالنجوم والكواكب.

## ألغاز رجم الهري
وصف علماء الآثار موقع رجم الهري بأنه موقع فريد من العصر البرونزي أي أنه يعود إلى حوالي 3250 قبل الميلاد، ويقع في مركز الجولان الأدنى على بعد 16 كيلو متراً (10 أميال) إلى الشرق من الشاطئ الشمالي لبحيرة طبرية في أعلى وادي الدالية ويرتفع عن سطح البحر 515 متراً. يتألف النصب من أكمة مركزية (أو رجم) تحيط به خمسة جدران متحدة المركز، يبلغ قطر الجدار الخارجي حوالي 155 متراً وارتفاعه تقريباً مترين، والمساحتان المشغولتان والأكثر ظهوراً في الموقع أرجعهما الآثاريون إلى العصر البرونزي الأول والمتأخر.
وقد وصف الموقع وصفاً متنوعاً، كمركز احتفالي، وكسياج دفاعي، وكمخزن أساسي كبير، وكمكان للدفن، وأخيراً كمركز للرصد الفلكي، وأداة تقويم. حيثأحضر بناؤو رجم الهري نحو 42000 طناً من الحجارة البازلتية إلى الموقع، فصنعوا بناءً من أروع النصب الحجرية في منطقة شرق المتوسط.
لقد بينت الدراسة الفلكية للموقع التي قام بها البروفيسور افيني ان الإحداثيات المتعلقة بتخطيطات الموقع تعود إلى حوالي عام 3500 قبل الميلاد، حيث تراوح الخطأ المحتمل في هذه القياسات بين ± 1 درجة. وباستخدام هذه الطريقة المنهجية، تم العمل على اختبار مدى انسجام التخطيطات التالية وتوافقها الممكن مع الظواهر السماوية:
التخطيطات بين المركز الهندسي للمجمع والبوابة الشمالية الشرقية (علامة محتملة للانقلاب الصيفي في حزيران). بينما تعتبر التخطيطات بين المركز الهندسي للمجمع والبوابة الجنوبية الشرقية علامة محتملة للانقلاب الشتوي في كانون الأول.
صخرتين كبيرتين للغاية من الجلمود في القسم الشرقي للمجمع (علامة محتملة للاعتدالين الربيعي والخريفي، ويُطلق عليهما اسم «أحجار الاعتدال»). والجدران نصف القطرية.

## البوابة الشمالية الشرقية
تم بناء البوابة الشمالية الشرقية بصخور الجلمود الضخمة كما تم العمل على دمجها من الناحية الإنشائية بالجدار الحجري الدائري الأبعد في المجمع (الجدار الأول)، ويعمل مدخل الموقع الأثري الشمالي الشرقي والذي تبلغ أبعاده 20 × 29م على وصل المجمع مع العالم الخارجي.
وبما أن المقاييس السابقة أظهرت احتمالية إشارة محور الموقع الشمالي الشرقي العام إلى الانقلاب الصيفي في حزيران، فقد تم العمل على اختبار الفتحتين الموجودتين في القسم الشمالي الشرقي من الموقع لتخطيطاتها التي يمكن أن تتناغم مع انقلاب حزيران.

## البوابة الجنوبية الشرقية
تعد البوابة الجنوبية الشرقية التي تم بناؤها ببساطةٍ أكبر من نظيرتها الشمالية الشرقية أكثر إرباكاً، إذ قد يعتقد المرء أنه تم توجيهها بالتوافق مع انقلاب كانون أول، لكن الأمر ليس كذلك، فالحد الشمالي للبوابة (أيلول 3، الخط 10) يتمركز على بعد عشرين درجة عن نقطة غياب الشمس في أقصى الجنوب، كما من المرجح أن البنائين لم ينووا ربط البوابتين ببعض أو بمواد من فئاتٍ مماثلة (مثل الظواهر السماوية، والعناصر الطبيعية الموجودة في الموقع بالإضافة إلى المواضع ذات الأهمية الثقافية). ومن المحتمل أنه تم توجيه البوابة الجنوبية الشرقية إلى مكان يحتوي على حادثةٍ تاريخيةٍ مهمة للأشخاص الذين كانوا يقيمون هناك في ذلك الحين، الأمر الذي يحاكي تقاليد الصلاة باتجاه معين نحو مكان مقدس، لكننا ببساطة، لا نعرف أي تقليد أو ممارسة تم ربطهما بوجهة البوابة الجنوبية الشرقية.

## أحجار الاعتدال الربيعي والخريفي
تقع صخرتا الجلمود الضخمتان اللتان تتميزان بكونهما فريدتان من نوعهما (يصل ارتفاعهما إلى قرابة 2 م وعرضهما إلى 2.5 م) في القسم الشرقي من أبعد جدار الحجر الدائري الموجودة في المجمع بحيث تشكلان شقاً دائماً بينهما. ويرجح أن هذا الشق مرتبط بشمس الاعتدال الربيعي (الخريفي). ويبعد التخطيط الثامن (oucorrected) عن الشق بأقل من درجةٍ ونصف. ومن اللحظة الأولى لشروق شمس الاعتدال الربيعي، لا تبتعد شمس الاعتدال الربيعي عن هذه الحجارة إلا لثلاثة أو أربعة أيام.
في العديد من ثقافات العالم، يتم استخدام موقع الشمس ضمن الأفق كدلالةٍ لتوقع التغيرات الموسمية في البيئة الطبيعية المرتبطة بالطقس وبالموارد الطبيعية، بالتالي، من الممكن أن تعطينا هذه البيانات شيئاً ما حول التقويم الذي استخدمه المزارعون المقيمون الذين سكنوا مناطق الجولان المغلقة في الألفية الثالثة لما قبل الميلاد. ويسود السنة في هذا الجزء من العالم نظام الفصلين (الصيف والشتاء). ومن المحتمل أن يخلق الانتقال الحاد نسبياً بين هذين الفصلين الحاجة إلى تقويمٍ شمسي يمكّن من التنبؤ (بشكل خاص) ببداية ونهاية موسمي المطر والزراعة. وتتضمن النشاطات البشرية جمع المياه النازلة من هضبة الجولان في بركٍ اصطناعية بالإضافة إلى التوقيت الدقيق لزراعة وحصاد المحاصيل، خاصةً في فترة الزراعة الجافة.
لقد تم تأسيس النظام نصف القطري الخاص برؤية شروق شمس الانقلاب الفصلي في حزيران من مركز المجمع عبر البوابة الشمالية الشرقية إلى خارج النطاق بطريقةٍ جيدة في الموقع، كما يقدم الدليل الظرفي. وعلى ضوء موازاة الجدران نصف القطرية على جانبي بوابة الانقلاب الصيفي لهذا الاتجاه، يعد التمديد المنطقي لهذه الطريقة اختباراً لظواهر وأدوات سماوية أُخرى تمت مشاهدتها في الأفق. في حقيقة الأمر، فإن نصف قطرية بعض هذه الجدران تتطابق فقط مع منهجية الرؤية نصف القطرية الخاصة بالانقلاب الفصلي الواردة أعلاه. ويضاف إلى ذلك إشارة تلميح إلى إمكانية تخطيط موقع رُجم الهري بشكل مدروس فيما يتعلق بموقع جبل الحرمون الذي يقع بالضبط في شمال مركز المجمع.
غير أن المعترضين على كون الموقع بني لتحديد مواعيد الانقلاب الصيفي والاعتدال الخريفي، يقولون إنه بالإمكان بناء مواقع أصغر من هذا بكثير لقياس هذه الأمور، ولا حاجة لبناء هذا الموقع الذي لا يرى إلا من السماء، ولا تدرك ابعاده إلا من مسافة مئات الأمتار جواً، إذن في الأمر ألغاز لا تجيب عليها هذه النظرية، ولو أن التخطيطات تبدو دقيقة غير أن وظيفتها ليست تحديد الانقلاب الصيفي أو الاعتدال الخريفي.

## مستويات غير عادية من الطاقة
ومن الأشياء اللافتة في موقع رجم الهري وجود مستويات مرتفعة جداً من الطاقة، فقد قام باحث متخصص بقياس الطاقة الحيوية، في الموقع وتوصل إلى نتائج لافتة للنظر، إذ لاحظ أن بعض أنواع النباتات الزهرية تنمو في الموقع بشكل يفوق طولها العادي بعدة أضعاف، وهذا قاده إلى قياس مستويات الطاقة المعتمدة عالمياً على مقياس بوفيز في هذا الموقع وفعلاً جاءت النتائج أكثر من المتوقع.

## مفاجأة وأسئلة دون إجابات
لقد بنيت نظرية رجم الهري على أنه موقع ينتمي إلى العصر البرونزي أي إلى حوالي 3500 سنة قبل الميلاد على أساس أن التخطيطات الفلكية تنطبق على الفترة المحددة. ولكنها أيضاً تنطبق على فترة ابعد تعود إلى حوالي 13 الف سنة، وهذه التخطيطات تقودنا إلى نظرية جديدة بدأ يتزايد مناصروها وهي وجود حضارة بشرية قبل 13 الف عام كانت تنتشر عبر الكرة الأرضية من أمريكا إلى إفريقيا إلى الجزيرة العربية وجنوب آسيا إلى جزر المحيط الهادي، وأن هذه الحضارة تركت مواقع ضخمة ما تزال تثير الكثير من الأسئلة والألغاز.